# Rita Rait-Kovaleva
Rita Yakovlevna Rait-Kovaleva, née Tchernomordik le 19 avril 1898 près de Kherson (alors dans l'Empire russe) et morte le 29 ou le 30 décembre 1988 à Moscou, est une traductrice littéraire et écrivaine soviétique, particulièrement connue pour ses traductions de J. D. Salinger et Kurt Vonnegut en russe. Sa traduction de L'attrape-cœurs est un succès chez les lecteurs soviétiques au moment du dégel de Khrouchtchev.
Elle fait partie, selon le spécialiste de la littérature russe Alekseï Semenenko, « des traducteurs qui ont façonné l'horizon littéraire de plusieurs générations de Soviétiques ».

## Biographie

### Jeunesse et carrière professionnelle
Rita Tchernomordik naît à Petrouchevo, village du district d'Elizavetka (oblast de Kherson, alors dans l'Empire russe).
Après avoir obtenu un diplôme de la faculté de médecine de l'université de Moscou en 1924, elle travaille jusqu'en 1930 dans le laboratoire de I. P. Pavlov, membre de l'Académie des sciences. Elle se dirige en parallèle vers l'enseignement et occupe un poste d'enseignante d'anglais à l'Académie technique militaire de Leningrad (Saint-Pétersbourg) entre 1925 et 1935. Elle revient ensuite à la médecine et travaille à l'Institut du cerveau, de 1935 à 1938.

### Carrière littéraire
En parallèle de ses activités professionnelles, elle commence sa carrière littéraire en 1920 en traduisant Mystery-Bouffe, pièce de théâtre de Vladimir Maïakovski, depuis le russe vers l'anglais. En 1938, Rita Rait-Kovaleva devient membre de l'Union des écrivains soviétiques. En 1959, elle écrit un livre sur Robert Burns. Elle publie également des mémoires sur Anna Akhmatova, Vladimir Maïakovski, Velimir Khlebnikov et Boris Pasternak.
Elle publie par ailleurs des articles sur les œuvres littéraires occidentales et la difficulté de les traduire.
En 1968, âgée de 70 ans, elle se prend de passion pour les œuvres de Kurt Vonnegut et le rencontre en octobre 1972 à Paris. En tant que soviétique, elle n'est pas autorisée à se rendre aux États-Unis, malgré l'invitation de l'auteur.

### Décès
Rita Rait-Kovaleva meurt le 29 décembre 1988 à Moscou, à l'âge de 90 ans.

## Œuvre
Rita Rait-Kovaleva écrit : « On ne peut vraiment comprendre le langage des protagonistes de Faulkner que si l'on connaît le discours sudiste prétentieux des descendants de familles « nobles » et le discours incohérent (à la fois simplifié et complexe) des « pauvres blancs » et des ouvriers agricoles noirs. et métayers dans lequel — à côté du lexique biblique et au rythme des spirituels — on entend de l'argot du monde souterrain avec des mots anglo-saxons de quatre lettres (en). ».
Rita Rait-Kovaleva est principalement connue pour sa traduction en russe de L'Attrape-cœurs de J. D. Salinger (en anglais : The Catcher in the Rye). Elle traduit le titre Над пропастью во ржи (Nad propastyu vo rzhi, en anglais : Over the Abyss in Rye) et sa traduction est publiée pour la première fois en Union soviétique dans le numéro de novembre 1960 de la revue littéraire Inostrannaya Literatura. À l'époque, les autorités soviétiques autorisent la parution de l'ouvrage, en pensant qu'il montrera « le cœur pourri du capitalisme américain », mais il est vu par les lecteurs soviétiques comme un « portrait psychologiquement nuancé et universellement attrayant d'un marginal qui se rebelle contre les piéteries d'une société conformiste ». Selon le philosophe russe Boris Paramonov, Rita Rait-Kovaleva a capturé l'argot de rue du protagoniste du roman, Holden Caulfield, « sans perdre la netteté et l'esprit de la version originale », même si elle n'est jamais allée aux États-Unis. Elle adoucit cependant une partie du langage le plus vulgaire de Caulfield et supprime les grossièretés. La traduction est fidèle à l'original, ne comportant que quelques adaptations superficielles pour correspondre aux habitudes des lecteurs soviétiques, comme le remplacement des hamburgers par des côtelettes. Dans les années 1960, sa traduction « est devenue un élément incontournable de la bibliothèque de pratiquement tous les intellectuels soviétiques ».
L'écrivaine traduit également des œuvres depuis le français et l'allemand, notamment les ouvrages écrits par des auteurs tels que Nathalie Sarraute, Franz Kafka et Heinrich Böll. Elle traduit aussi Kurt Vonnegut et ses adaptations sont vues par The New Yorker comme « meilleures que les originaux de Vonnegut ».

## Récompenses et distinctions
Rait-Kovaleva reçoit le prix Thornton Wilder de traduction, décerné par le Centre de traduction de l'université de Columbia en 1983, celui de l'ordre de l'Amitié des peuples en 1988 et, à titre posthume en 1989, le prix du ministère de l'Éducation autrichien.